# Aşağı Əndəmic
Aşağı Əndəmic è un comune dell'Azerbaigian situato nel distretto di Ordubad.